# Росин, Владимир Иванович
Владимир Иванович Росин (род. 24 августа 1932) — советский борец классического стиля, чемпион и призёр чемпионатов СССР, мастер спорта СССР (1951). Увлёкся борьбой в 1946 году. Участвовал в 11 чемпионатах СССР (1951—1962).
Участвовал в Олимпийских играх 1956 года в соревнованиях в весовой категории до 67 кг. В первом круге Росин уступил по очкам со счётом 3-0 австрийцу Барту Брётцнелю, во втором уступил по очкам со счётом 2-1 венгру Дьюле Тоту, и, набрав большое число штрафных балов, выбыл из борьбы за медали.

## Спортивные результаты
- Чемпионат СССР по классической борьбе 1954 года —
- Чемпионат СССР по классической борьбе 1955 года —
- Классическая борьба на летней Спартакиаде народов СССР 1956 года —
- Спартакиада дружественных армий 1958 —
- Классическая борьба на летней Спартакиаде народов СССР 1959 года —